# 深裂迷人鳞毛蕨
深裂迷人鳞毛蕨（学名：Dryopteris decipiens var. diplazioides）为鳞毛蕨科鳞毛蕨属下的一个变种。